# Koblewe
Koblewe (ukrainisch Коблеве; russisch Коблево Koblewo) ist ein Dorf im äußersten Südwesten der ukrainischen Oblast Mykolajiw mit etwa 2300 Einwohnern (2004).

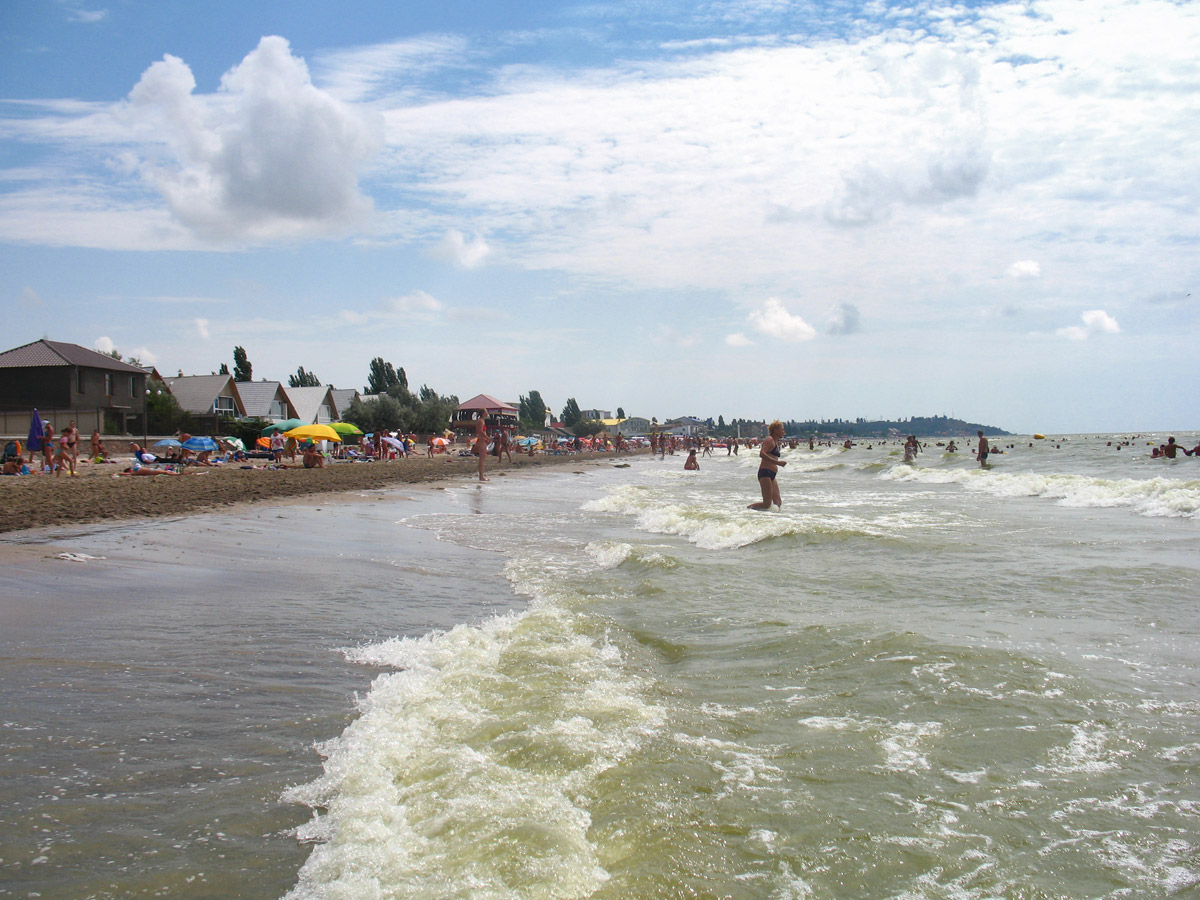
Strand von Koblewe

Das 1850 gegründete Dorf hieß ursprünglich Troizke (Троіцьке) und liegt am Tylihul-Liman im Osten und der Küste des Schwarzen Meeres im Süden 30 km südwestlich vom ehemaligen Rajonzentrum Beresanka, 80 km südwestlich vom Oblastzentrum Mykolajiw und 55 km nordöstlich von Odessa. Durch das Dorf verläuft die Fernstraße M 14 / E 58. Rund um das Dorf liegen Weinberge und im Dorf werden Wein und Schnaps hergestellt.

## Verwaltungsgliederung
Am 13. September 2016 wurde das Dorf zum Zentrum der neugegründeten Landgemeinde Koblewe (ukrainisch Коблівська сільська громада/Kobliwska silska hromada), zu dieser zählen auch noch die 9 in der untenstehenden Tabelle aufgelistetenen Dörfer sowie die Ansiedlungen Stepowa Dolyna, bis dahin bildete es zusammen mit den Dörfern Morske und Wynohradne die gleichnamige Landratsgemeinde Koblewe (Коблівська сільська рада/Kobliwska silska rada) im Südwesten des Rajons Beresanka.
Am 12. Juni 2020 kamen noch Dörfer Anatoliwka und Tusly zum Gemeindegebiet.
Am 17. Juli 2020 kam es im Zuge einer großen Rajonsreform zum Anschluss des Rajonsgebietes an den Rajon Mykolajiw.
Folgende Orte sind neben dem Hauptort Koblewe Teil der Gemeinde:
| Name                     | Name          | Name                           |
| ukrainisch transkribiert | ukrainisch    | russisch                       |
| ------------------------ | ------------- | ------------------------------ |
| Anatoliwka               | Анатолівка    | Анатольевка (Anatolewka)       |
| Bessarabka               | Бессарабка    | Бессарабка                     |
| Fedoriwka                | Федорівка     | Фёдоровка (Fjodorowka)         |
| Hlyboke                  | Глибоке       | Глубокое (Glubokoje)           |
| Luhowe                   | Лугове        | Луговое (Lugowoje)             |
| Morske                   | Морське       | Морское (Morskoje)             |
| Nowofedoriwka            | Новофедорівка | Новофёдоровка (Nowofjodorowka) |
| Rybakiwka                | Рибаківка     | Рыбаковка (Rybakowka)          |
| Tusly                    | Тузли         | Тузлы                          |
| Ukrajinka                | Українка      | Украинка (Ukrainka)            |
| Wynohradne               | Виноградне    | Виноградное (Winogradnoje)     |

## Persönlichkeiten
- Pawel Melnikow (1919–1998), sowjetischer Offizier